# 圣马特雷
圣马特雷（法語：Saint-Matré，法語發音：[sɛ̃ matʁe]）是法国洛特省的一个旧市镇，属于卡奥尔区。2019年1月1日，圣马特雷与邻近的3个市镇合并为新市镇波特迪凯尔西。

## 地理
圣马特雷（44°24'2"N, 1°7'10"E）面积6.41 平方千米，位于法国奧克西塔尼大區洛特省，该省份为法国西南部内陆省份，北起顺时针与科雷兹省、康塔爾省、阿韦龙省、塔恩-加龙省、洛特-加龍省和多尔多涅省接壤。
与圣马特雷接壤的市镇（或旧市镇、城区）包括：凯尔西地区蒙泰居、贝尔蒙泰、勒布尔韦、索克斯、塞里尼亚克。
圣马特雷的时区为UTC+01:00、UTC+02:00（夏令时）。

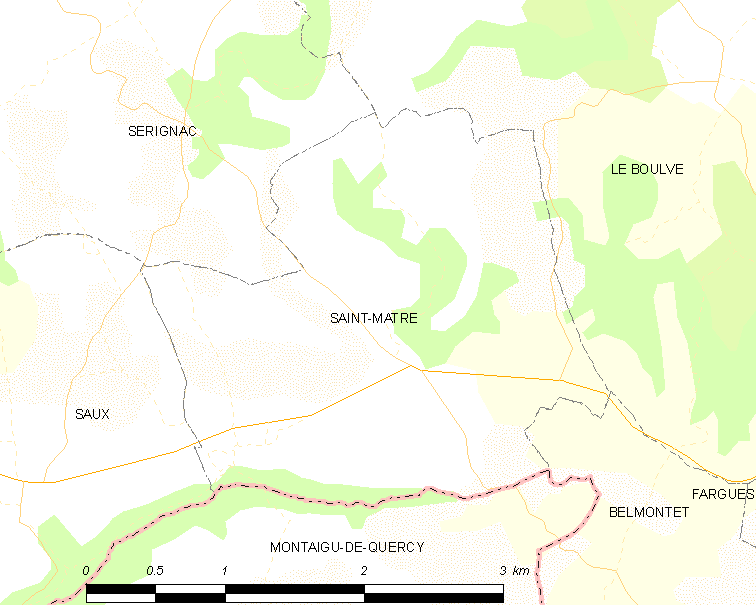
圣马特雷的OSM定位图

## 行政
圣马特雷的邮政编码为46800，INSEE市镇编码为46278。

## 政治
圣马特雷所属的省级选区为皮莱韦克县。

## 人口

1962-2008年间圣马特雷人口变化图示

圣马特雷于2018年1月1日时的人口数量为142人。